# جمعية العلاقات الثقافية مع الدول الأجنبية

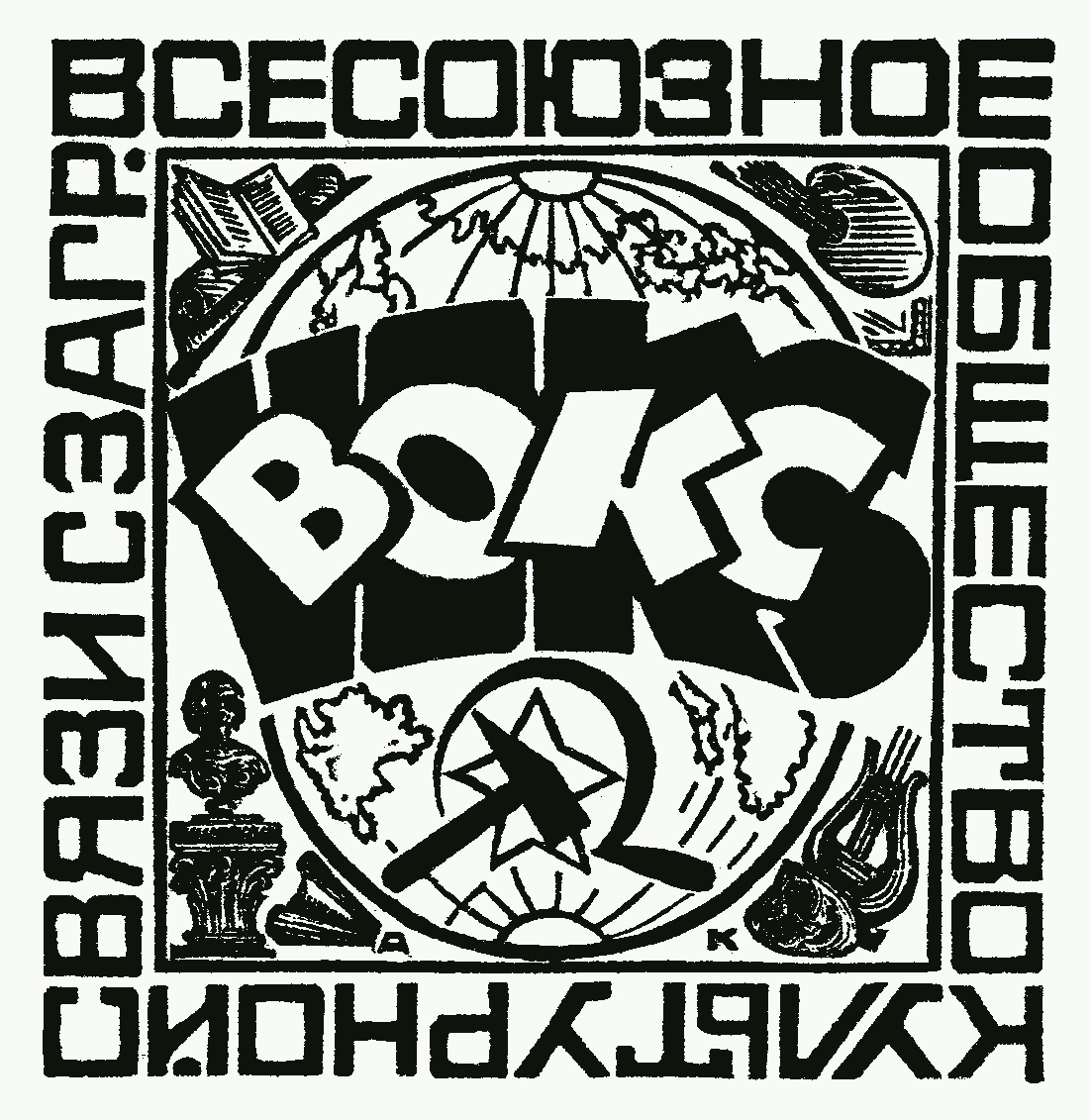

VOKS (بالروسية: Всесоюзное общество культурной связи с заграницей)‏، جمعية العلاقات الثقافية مع الدول الأجنبية) هي منظمة أنشأها الاتحاد السوفيتي عام 1925 وكانت تتحمل رسميًا مسؤوليات التبادل الثقافي مع الدول الأخرى، ولكن مسؤولي الحكومات الغربية والصحافة كانت تنتقدها باعتبارها مؤسسة دعائية. http://files.osa.ceu.hu/holdings/300/8/3/text/55-3-16.shtml وقد تم حل المنظمة عام 1958 وحلت محلها «منظمة صداقة» أخرى تسمى «اتحاد الجمعيات السوفيتية للصداقة والعلاقات الثقافية مع الدول الأجنبية». وكان لجمعية العلاقات الثقافية مع الدول الأجنبية أفرع تحت أسماء متنوعة في دول مختلفة بما يتضمن «الجمعية الأمريكية للعلاقات الثقافية مع روسيا» التي تأسست عام 1926 تقريبًا  وجمعية الصداقة البولندية السوفيتية (TPPR) التي أنشئت عام 1944. وقد حصلت جمعية العلاقات الثقافية مع الدول الأجنبية على الشهرة مجددًا عندما قام السيناتور الأمريكي جوزيف مكارثي باتهام الصحفي الأمريكي إدوارد آر مورو بالعمل سرًا لحساب المنظمة في برنامجه See It Now.
فهذه المنظمة كانت كثيرًا ما تعمل بمثابة «غطاء» يخفي عمليات المخابرات السوفيتية.